# Karl-Erik Höglund
Karl-Erik Höglund, född 1940 i Stockholm, är en svensk grafiker, målare och skulptör.
Karl-Erik Höglund är verksam som grafiker sedan 1957. Han har inriktat sig på spelet mellan ljus och skugga för att göra den grafiska bilden lik målning.